# Lộc An, Bảo Lâm (Lâm Đồng)
Lộc An là một xã thuộc huyện Bảo Lâm, tỉnh Lâm Đồng, Việt Nam.

## Địa lý
Xã Lộc An có vị trí địa lý:
- Phía đông giáp huyện Di Linh
- Phía tây giáp thành phố Bảo Lộc
- Phía nam giáp xã Tân Lạc và huyện Di Linh
- Phía bắc giáp xã Lộc Đức.

Xã Lộc An có diện tích 48,44 km², dân số năm 2022 là 20.755 người, mật độ dân số đạt 428 người/km².

## Hành chính
Xã Lộc An được chia thành 15 thôn: 1, 2, 3, 4, 5, 6, 7, 8, 9, 11, An Bình, An Hòa, B'Dơr, B'Kọ, Tứ Quý.

## Lịch sử
Ngày 11 tháng 7 năm 1994, Chính phủ ban hành Nghị định số 65-CP về việc chuyển xã Lộc An thuộc huyện Bảo Lộc cũ về huyện Bảo Lâm mới thành lập quản lý.
Ngày 21 tháng 1 năm 2020, HĐND tỉnh Lâm Đồng ban hành Nghị quyết số 166/NQ-HĐND về việc sáp nhập Thôn 10 vào Thôn 5.